# 군산 신흥동 일본식 가옥
군산 신흥동 일본식 가옥(群山 新興洞 日本式 家屋)은 대한민국 전북특별자치도 군산시에 위치한 건물로 일제강점기에 군산에서 상업과 소규모 농장을 운영하며 군산부협의회 의원을 지낸 일본인이 건립한 일본식 2층 목조 가옥이다. 2005년 6월 18일 대한민국의 국가등록문화재 제183호로 등록되었다. 히로쓰 주택으로 불리기도 한다.

## 개요
건물은 일제강점기에 군산에서 상업과 농장을 운영하며 군산부협의회 의원을 지낸 일본인 히로쓰 기치사브로가 1930년대에 건립한 일본식 2층 목조 가옥이다. 건축 당시 전기, 상하수도 설비가 갖추어진 상태로 ‘ㄱ’자 모양으로 붙은 건물이 두 채 있고 두 건물 사이에 2층짜리 금고동이 연결되어 있다. 일본식 정원에는 많은 나무와 연못, 석탑, 석등이 있다. 1층에는 온돌방, 부엌, 식당, 응접실(다다미), 화장실 등이 있고 2층에는 일식 다다미방과 도코노마 등이 있어 일제강점기 일본인 지주의 생활양식을 엿볼 수 있다. 영화 장군의 아들과 타짜를 촬영하기도 하였다.

## 의의와 평가
군산 신흥동 일본식 가옥은 군산의 대표적인 근대기 주택으로서 건축물의 규모가 크고 원형이 잘 보존되어 있다. 일본식 주택의 특성이 잘 나타나는 건축물로 일제 강점기 군산에 거주하였던 일본 상류층 주택의 모습을 잘 보여주고 있다.

## 갤러리

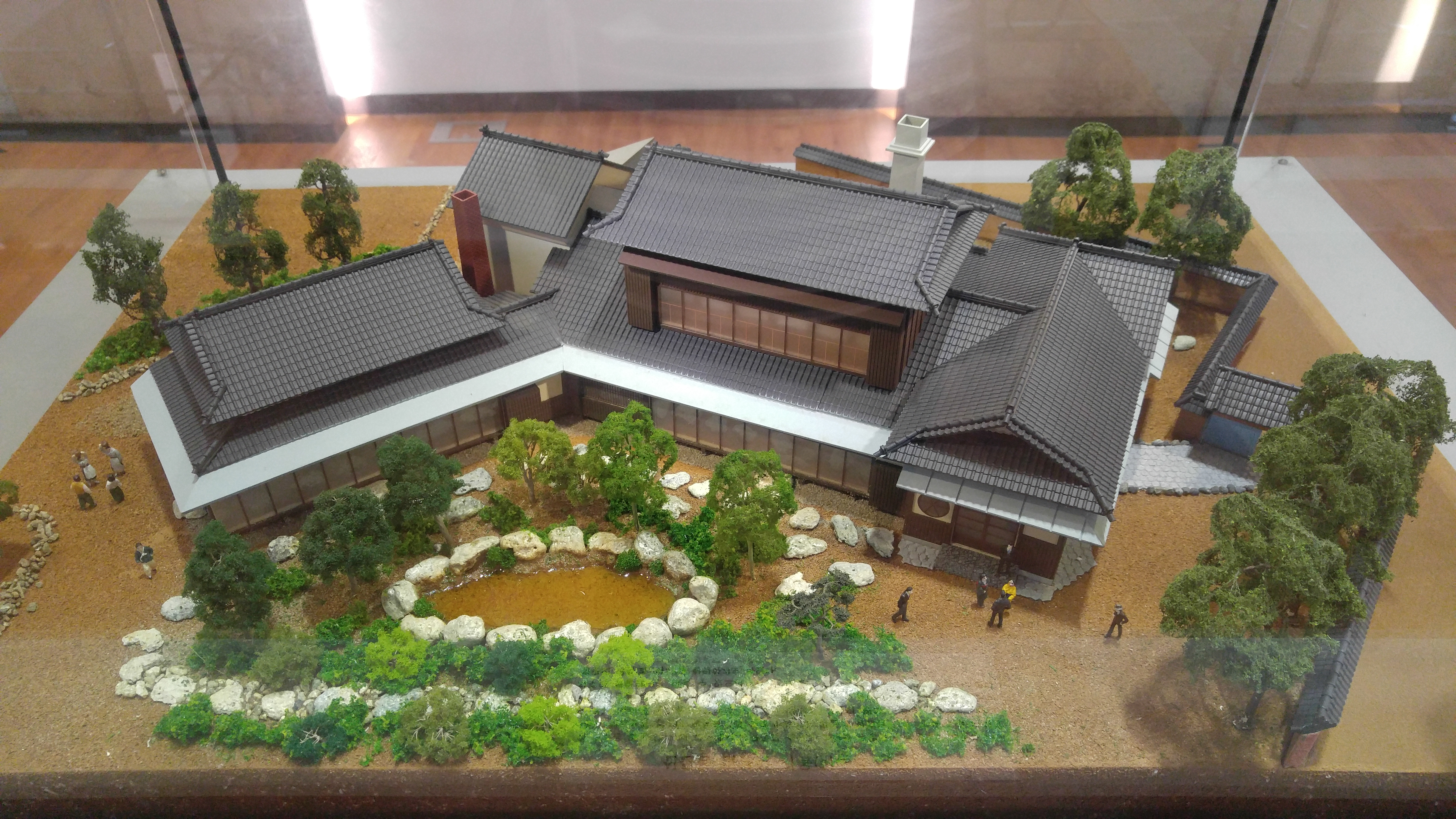
가옥 모형
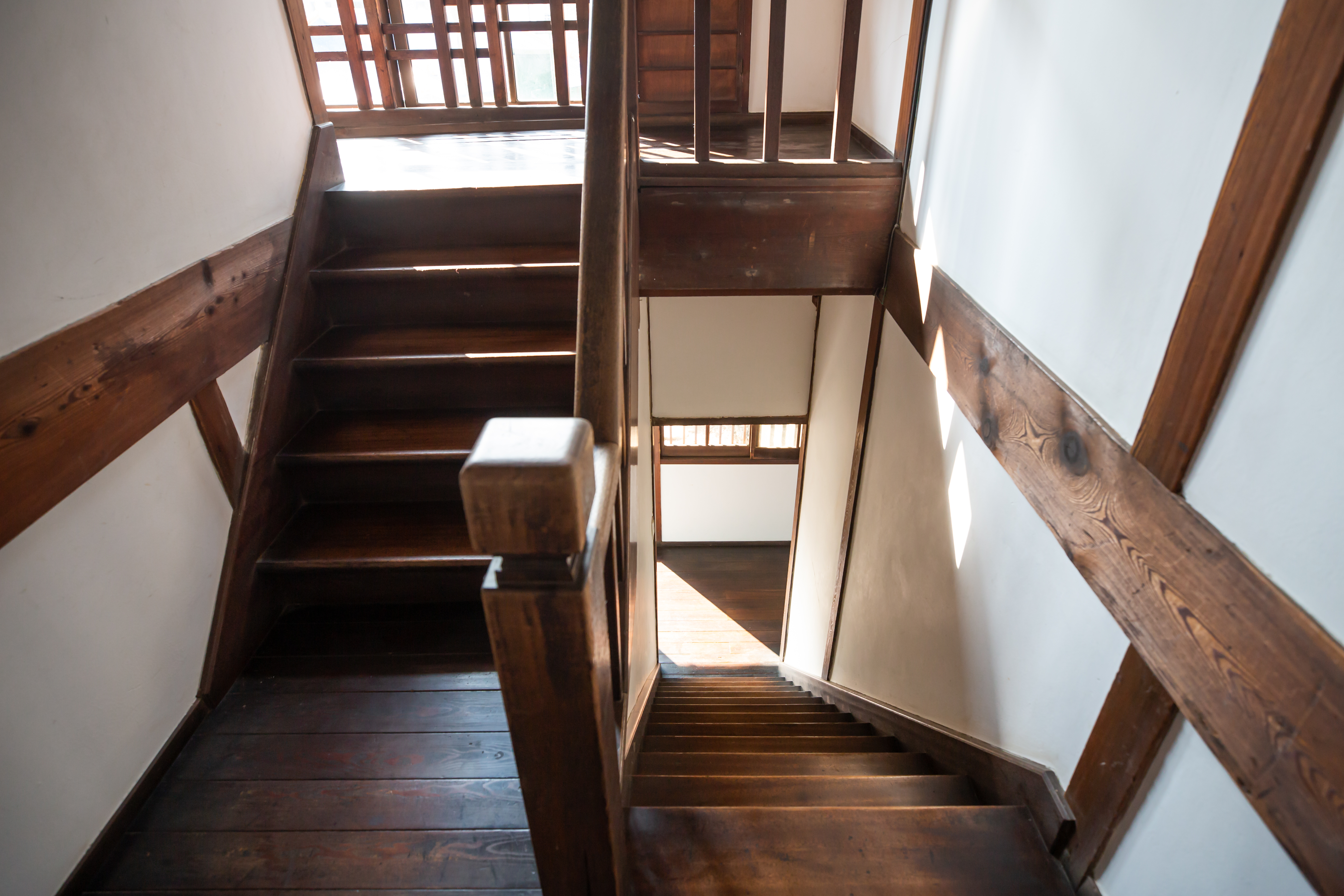
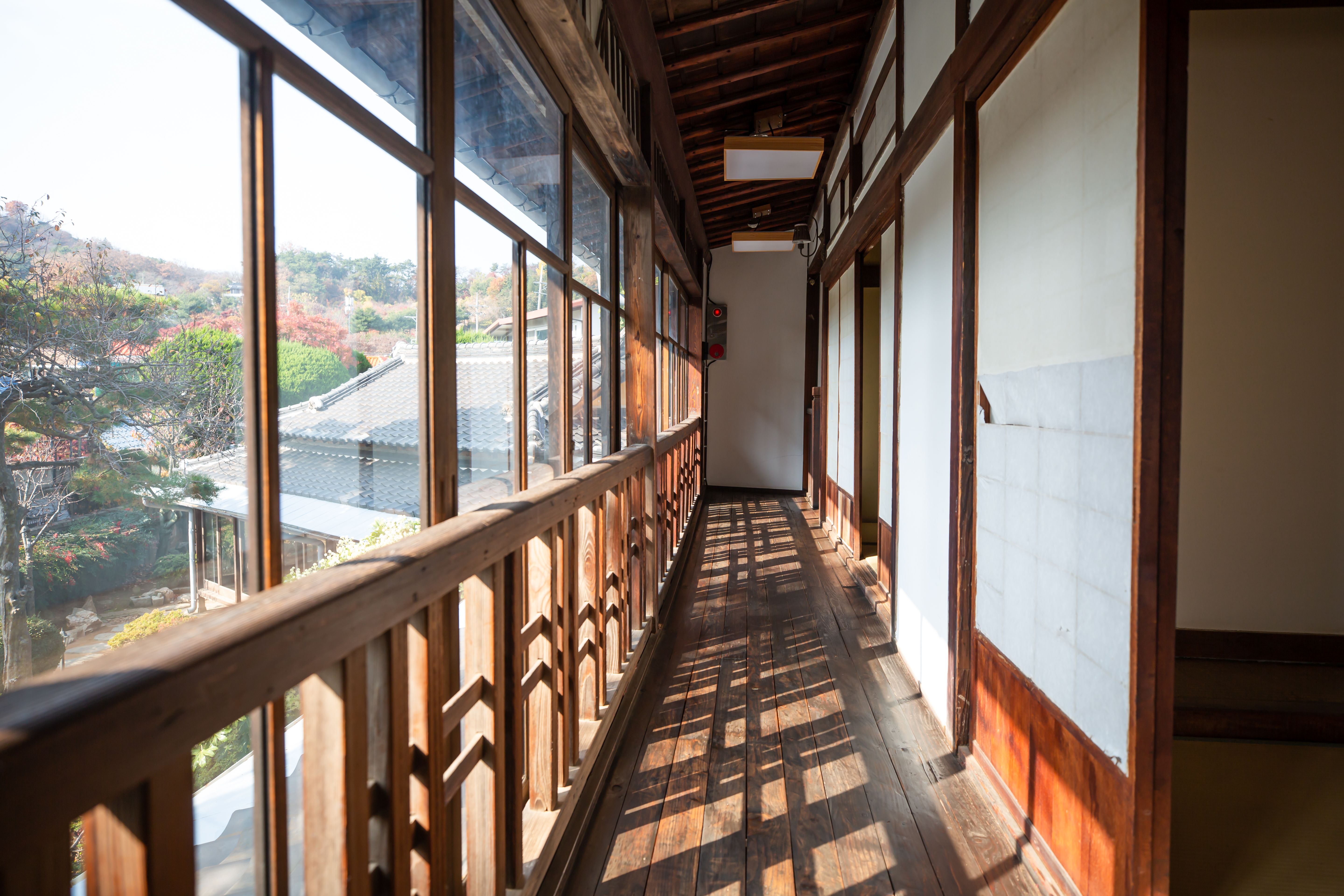
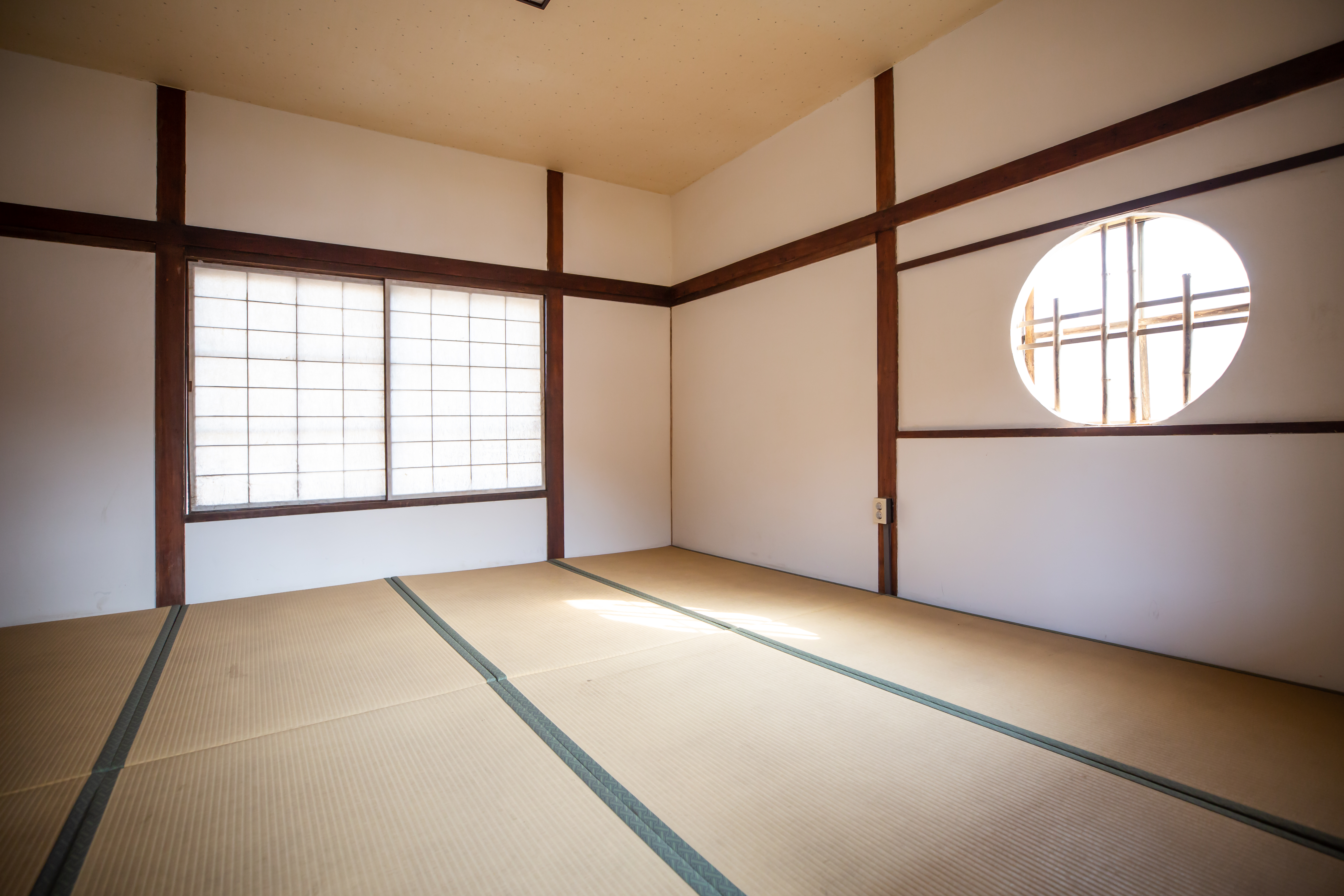
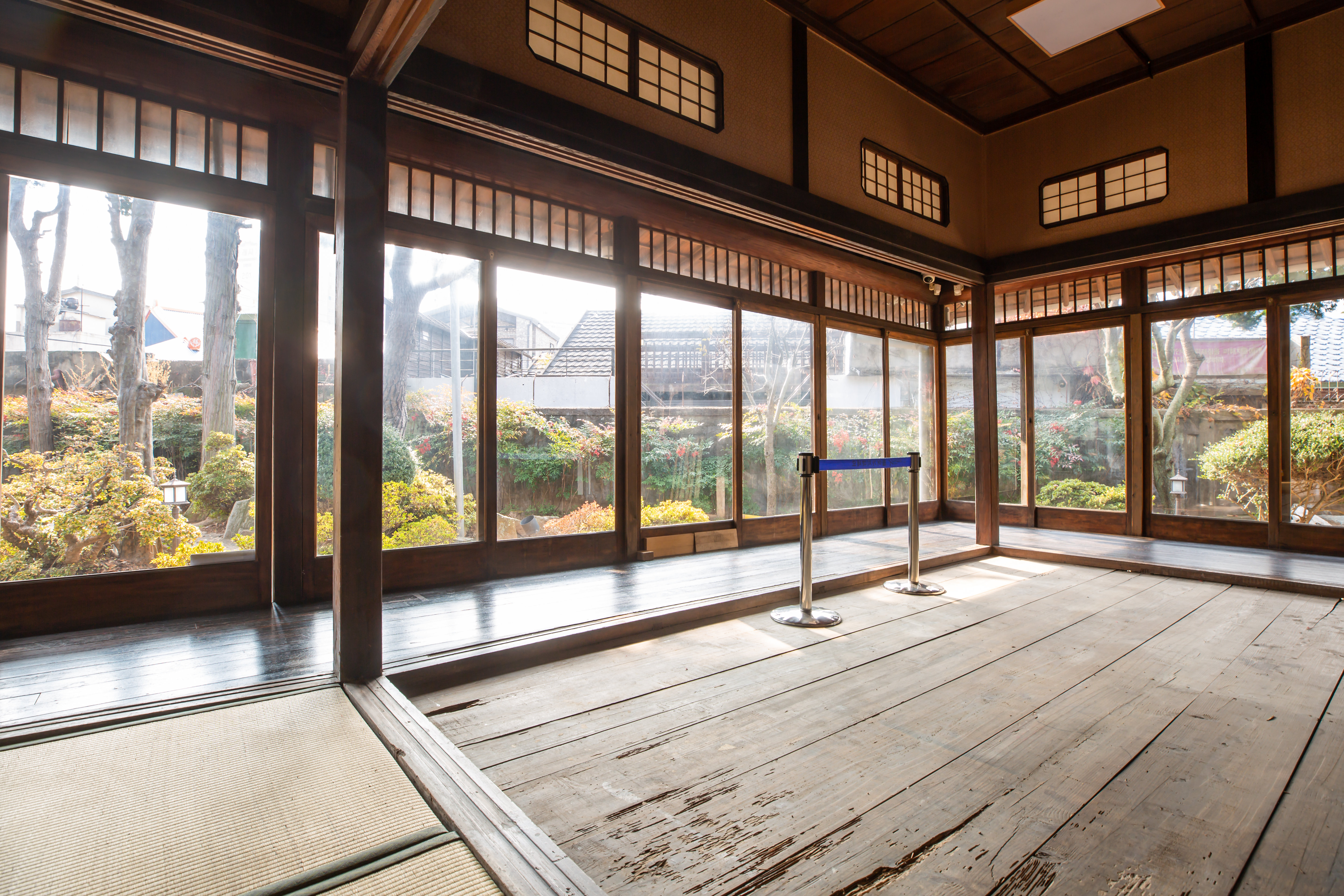
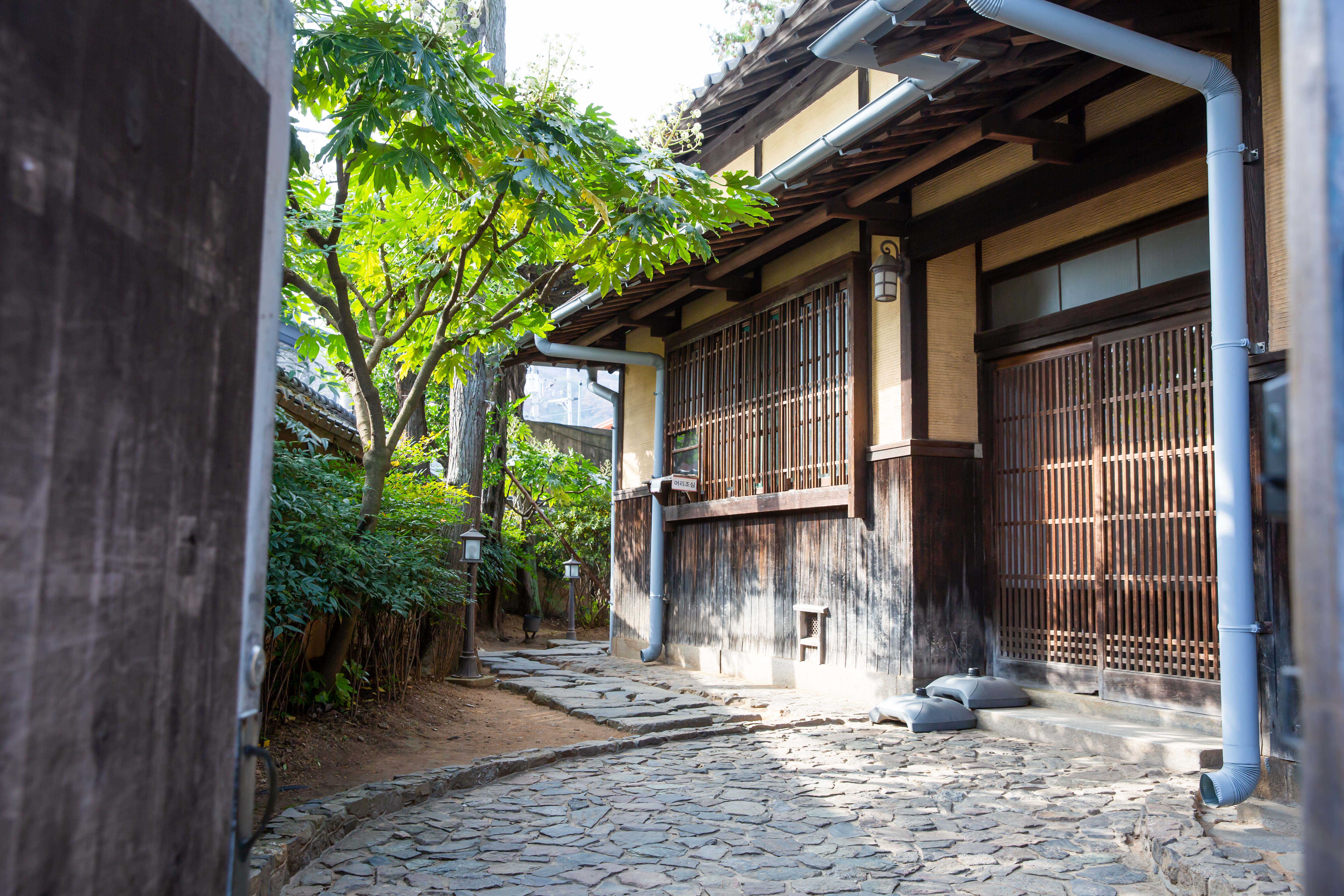
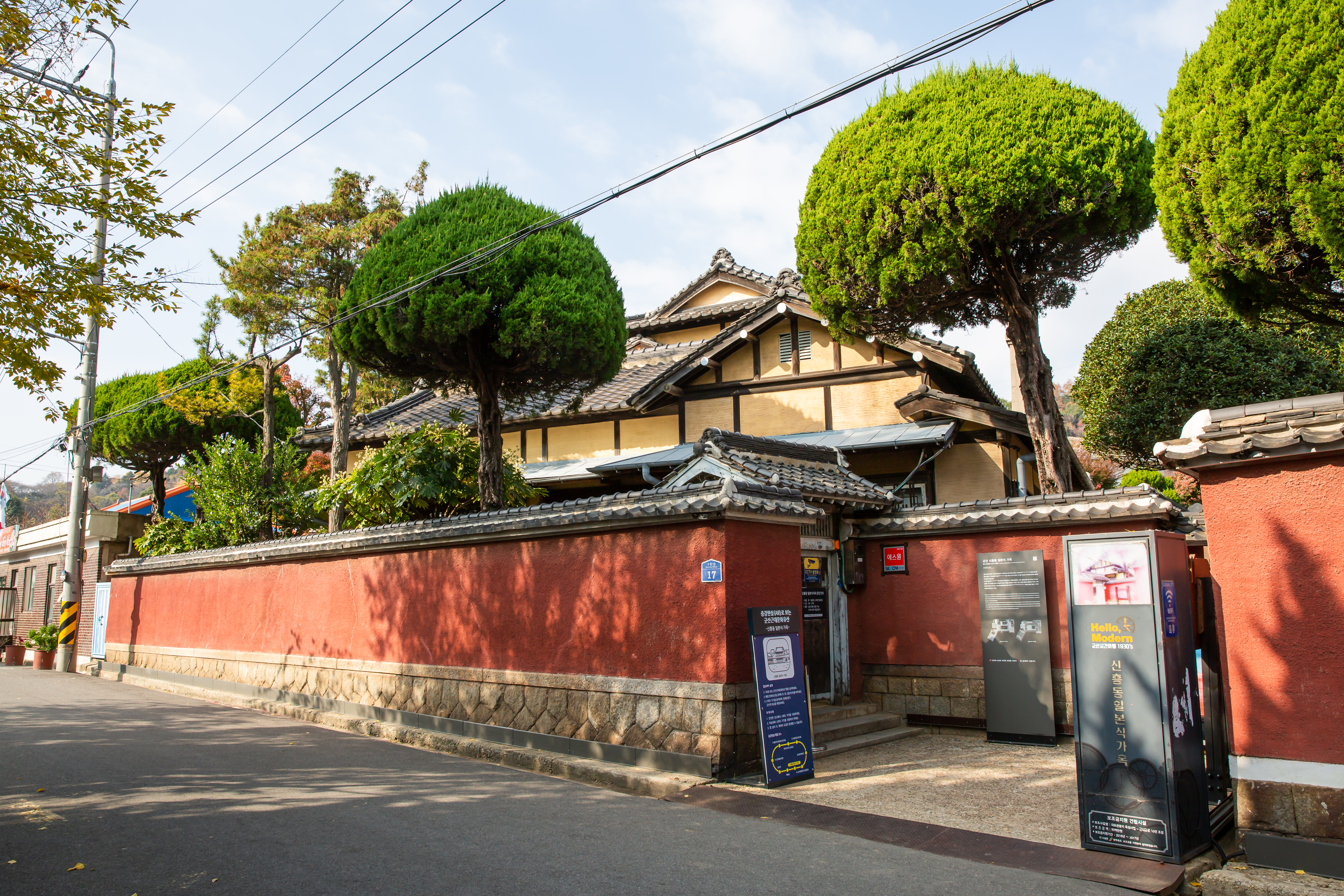
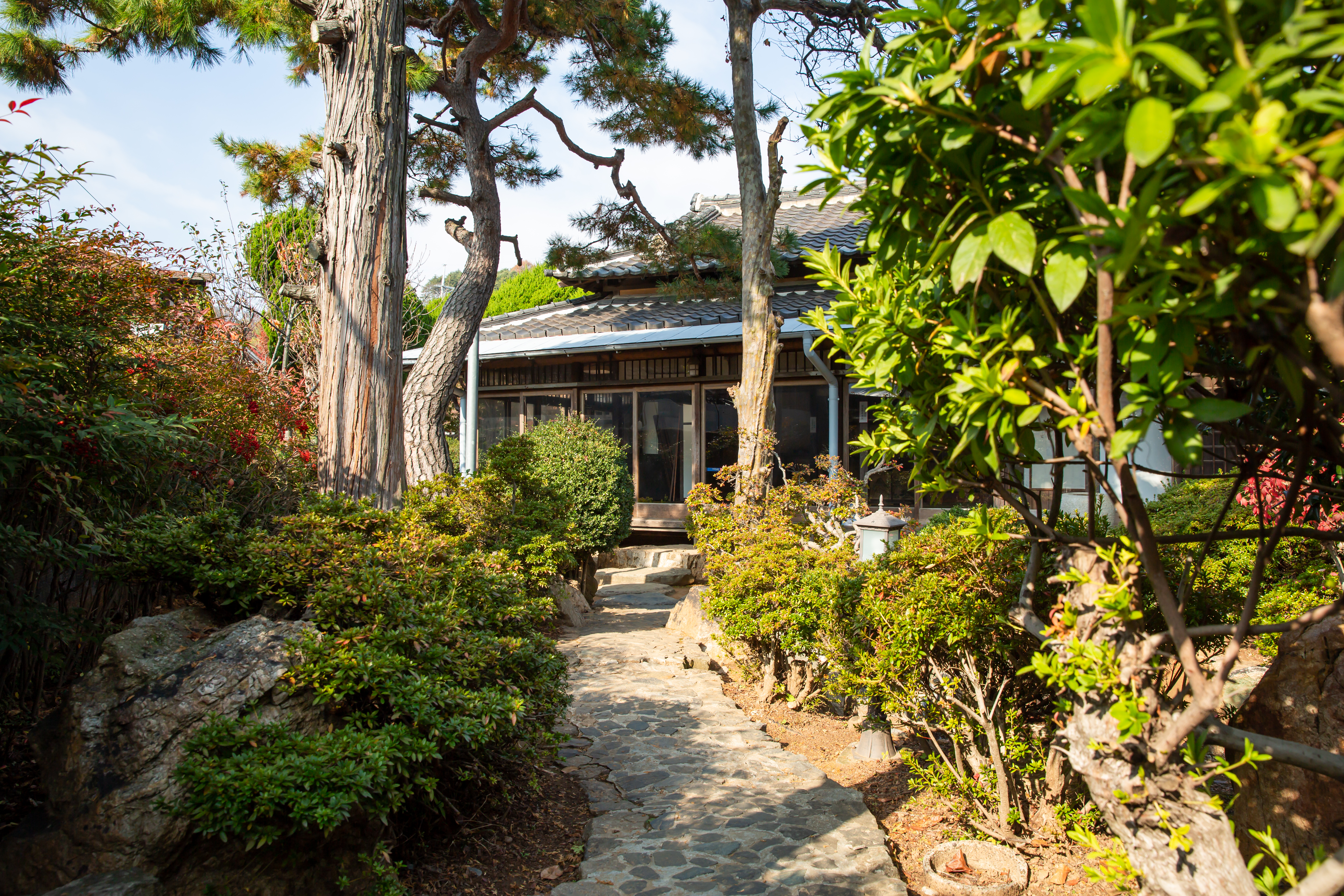
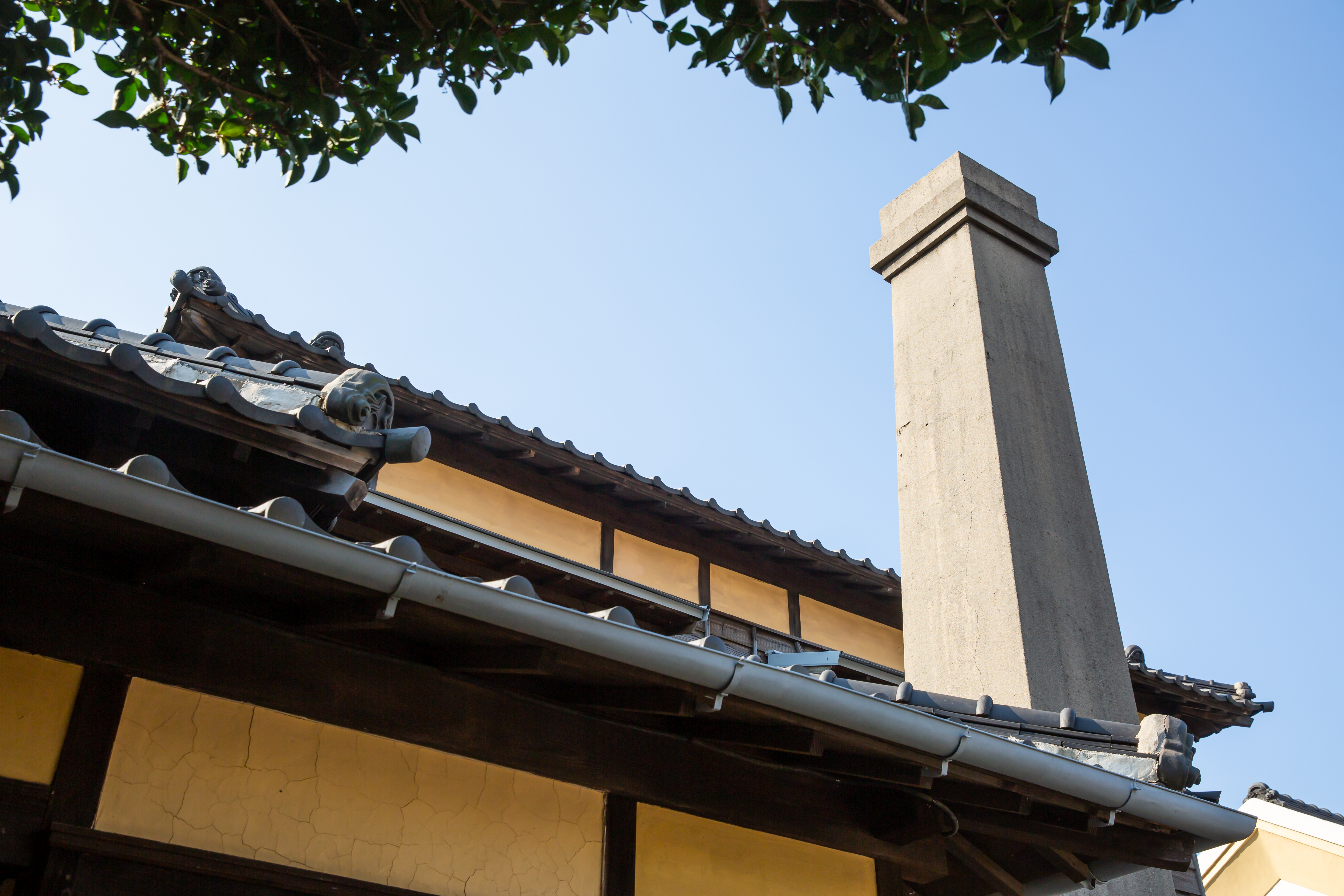
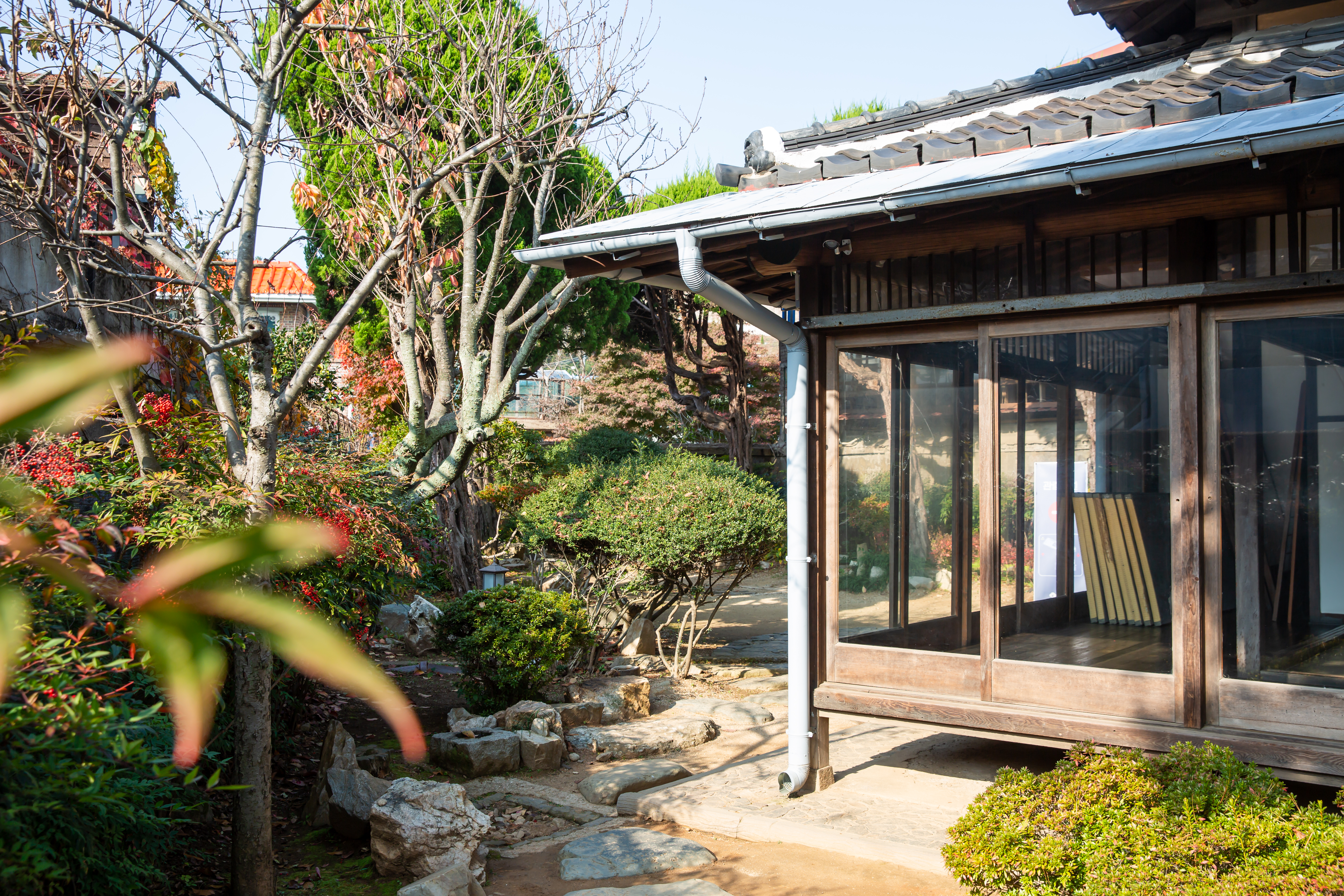
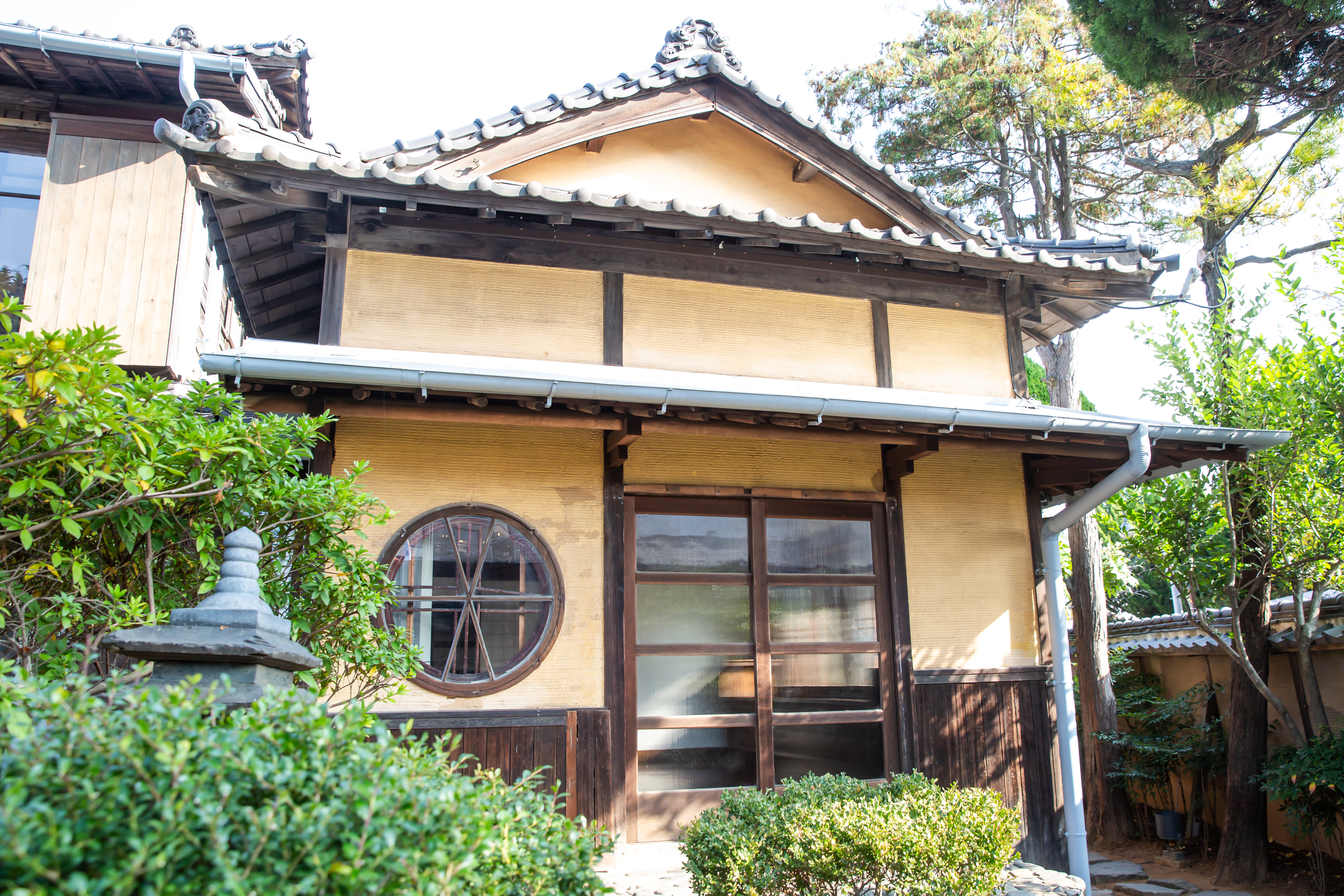

## 같이 보기
- 적산가옥

## 참고 문헌
- 군산 신흥동 일본식 가옥 - 국가유산청 국가유산포털
- 군산 신흥동 일본식 가옥 - 디지털군산문화대전